# It'z Icy
It'z Icy (estilizado como IT'z ICY) é o extended play (EP) de estreia do girl group sul-coreano Itzy, lançado em 29 de julho de 2019 pela JYP Entertainment. "Icy" foi lançada como o single principal do EP. O lançamento físico está disponível em duas versões: IT'z e ICY.

## Antecedentes e lançamento
Em maio de 2019, a JYP Entertainment aceitou uma entrevista com a mídia e mencionou que o novo álbum de Itzy estava em produção e as integrantes estavam praticando para se preparar para seu retorno em julho. O título do primeiro EP do grupo foi anunciado no dia 10 de julho, intitulado It'z Icy, junto com a data de lançamento para o dia 29 do mesmo mês. A lista de faixas do álbum foi divulgada no dia 12. Às 18 horas do dia 29 de julho, o EP foi lançado oficialmente.

## Promoção
Antes do lançamento do EP, em 29 de julho de 2019, Itzy realizou um showcase para apresentar o álbum e se comunicar com seus fãs.

## Desempenho comercial
Na Coreia do Sul, o EP estreou no número três da Gaon Album Chart na edição da parada datada de 28 de julho a 3 de agosto de 2019. O EP vendeu 32.416 cópias em sua primeira semana, ficando em quarto lugar na lista semanal da Hanteo. Em julho, o álbum vendeu um total de 77.109 cópias, ficando em 9º lugar na lista mensal de álbuns da Gaon.
Nos Estados Unidos, It'z Icy estreou e alcançou a décima primeira posição na Billboard World Albums e a décima nona posição na Billboard Heatseekers Albums, tornando-se sua primeira entrada nas duas paradas. No Japão, It'z Icy estreou na décima segunda posição e na trigésima segunda posição na Oricon Albums Chart e na Japan Hot Albums. It'z Icy também entrou na décima posição na parada de álbuns digitais da Oricon.

## Lista de faixas
| N.º            | Título                        | Letras                             | Música | Arranjo                                | Duração |  |
| 1.             | "Icy"                         | J.Y. Park "The Asiansoul" Penomeco | J.Y. Park "The Asiansoul" Cazzi Opeia Ellen Berg Tollbom Daniel Caesar Ludwig Lindell Ashley Alisha (Joombas) Cameron Neilson Lauren Dyson | J.Y. Park "The Asiansoul" Lee Hae-seul | 3:11    |  |
| 2.             | "Cherry"                      | Ellie Suh (153/Joombas) Michael    | Michael Fonseca Mac Montgomery JAX Dan Henig                                                                                               | Omega & Demn                           | 3:10    |  |
| 3.             | "It'z Summer"                 | JQ Shin Sae-rom Kako               | Poptime Kako | Poptime Kako                           | 3:18    |  |
| 4.             | "Dalla Dalla (DallasK Remix)" | Galactika                          | Galactika Athena | DallasK                                | 3:11    |  |
| 5.             | "Want It? (Imad Royal Remix)" | Lee Seu-ran Tommy Park             | Emile Ghantous Keith Hetrick Allison Gillis Aimee Proal Whitney Phillips Erin Beck                                                         | Emile Ghantous Keith Hetrick           | 3:28    |  |
| Duração total: | Duração total:                | Duração total:                     | Duração total: | Duração total:                         | 16:18   |  |

## Desempenho nas paradas musicais

### Paradas semanais
| Parada musical (2019)                            | Melhor posição |
| ------------------------------------------------ | -------------- |
| Coreia do Sul (Gaon)                             | 3              |
| Estados Unidos (Heatseekers Albums da Billboard) | 19             |
| Estados Unidos (World Albums da Billboard)       | 11             |
| França (Download Albums da SNEP)                 | 49             |
| Hungria (MAHASZ)                                 | 38             |
| Japão (Oricon)                                   | 12             |
| Japão (Digital Albums da Oricon)                 | 10             |
| Japão (Hot Albums da Billboard Japan)            | 32             |

### Paradas mensais
| Parada musical (2019) | Posição |
| --------------------- | ------- |
| Coreia do Sul (Gaon)  | 9       |

### Paradas anuais
| Parada musical (2019) | Posição |
| --------------------- | ------- |
| Coreia do Sul (Gaon)  | 47      |

## Reconhecimentos
| Crítico/Publicação | Lista                                | Canção   | Posição | Ref.   |
| ------------------ | ------------------------------------ | -------- | ------- | ------ |
| MTV                | Os melhores lados B do K-pop de 2019 | "Cherry" | 15      | [ 18 ] |

## Histórico de lançamento
| Região | Data                | Formato                    | Gravadora         | Ref.   |
| ------ | ------------------- | -------------------------- | ----------------- | ------ |
| Várias | 29 de julho de 2019 | Download digital streaming | JYP Entertainment | [ 19 ] |